# 유희왕 5D's
유희왕 5D's(파이브디즈, 파이브 드래곤즈)는 유희왕 시리즈의 세 번째 작품이며, 2008년 4월 2일부터 2011년 3월 30일까지 TV 도쿄를 통해 방영하였다. 현재 대한민국에서는 애니원, 챔프TV를 통해 방영되었으며 국내 최초로 방영 완료된 유희왕 시리즈이다. 전작은 유희왕 GX이고, 후속작은 유희왕 ZEXAL이다.

## 줄거리

### 싱크로 소환
기존의 듀얼이 융합 소환(마법카드 [융합] 발동 후 소재 몬스터를 묘지로 보내고 엑스트라 덱에서 특수소환)이나 어드밴스 소환(레벨 5 이상의 몬스터 소환 시 레벨에 따라 몬스터를 릴리즈 후 일반소환)을 통해 상급 몬스터를 소환하는 제도를 채용하고 있다면 유희왕 5D's의 듀얼은 싱크로 소환이라 불리는 특수한 소환 제도를 사용하고 있다. 융합 소환이나 어드밴스 소환과는 달리 튜너 몬스터와 튜너 이외의 몬스터 끼리의 융합형 몬스터인 "싱크로 몬스터"의 소환은 튜너 몬스터와 튜너 이외의 몬스터의 레벨 합계만큼의 싱크로 몬스터 1체를 소환하는 것을 지칭한다. 어찌 보면 융합 소환과 어드밴스 소환의 중간 모형의 소환법의 진화형이라 할 수 있지만 대개 라이딩 듀얼 중에 하는 것인 만큼 융합 소환과 어드밴스 소환 같은 일반적 특수 소환법과는 다르며 또한 그로 인해 다른 상황이 연출되기도 한다. 이와 비슷한 소환법으로는 융합 소환이 있다.

### 라이딩 듀얼
기존의 듀얼이 어느 한 지점에 서서 하는 정적인 활동이라면 라이딩 듀얼은 소형 모멘트가 달린 D휠을 타고 듀얼 코스를 달리며 상대와 겨루는 동적인 활동이라 할 수 있다. 그러기 위해선 [스피드 월드]라는 특수한 필드마법을 발동하는 것이 필수이며 [스피드 월드]가 발동되면 발동 D휠 사용자와 근접한 상대와 겨루게 되어 있어 승패가 결정될 때까지 듀얼을 해야만 하고, 스피드 스펠(SP)이라 이름붙은 마법카드 밖에 사용하지 못하고, 다른 마법을 사용 시 2000의 데미지를 받는다(1화에서 MC가 스피드 스펠밖에는 사용하지 못한다고 하지만, 카드 효과에 서술됨). 또한 스탠바이 페이즈마다 "스피드 카운터"라 불리는 카운터가 1씩 늘어나고, 이 카운터에 따라 스피드 스펠을 발동시킬 수 있다. 1000 이상의 데미지를 받을 경우 1000데미지 당 스피드 카운터 1개가 줄어든다. 다른 기능으로는 듀얼 중인 D휠과 연동된 다른 D휠의 사용자는 휠의 모니터를 통해 다른 사용자의 듀얼을 감상할 수 있으며, 플레이어와의 대화도 나눌 수도 있다. 기본적으로 D휠은 오토바이처럼 생겼으며 이와는 유사하게 스케이트 보드를 개조해 듀얼용 스케이트 보드로 사용할 수 있다.

## 등장 인물

### 메인 캐릭터
후도 유세이(한국명 - 유성)
성우 - 미야시타 유야 / 신용우
작품의 주인공. 새틀라이트 출신 인줄 알았지만 사실은 네오도미노 시티 상류층 출신의 18세 소년으로 싱크론+워리어 덱을 사용한다. 얼핏 보면 쿨한 성격으로 보이지만 사실 이전 유희왕 주인공 못지않은 열정을 가지고 있다. 고물을 모아서 스스로 D-휠을 조립해 낼 정도로 손재주가 좋아 포츈 컵 이후 기계를 수리하는 일을 맡곤 하는 모습도 보인다. 원래 드래곤 테일의 반점을 지닌 시그너였으나 다크 시그너 고드윈과의 결전 후 드래곤 헤드의 반점을 지닌 시그너로 거듭나게 된다. 이후 일리야스텔에 맞서기 위한 클리어 마인드의 경지인 [슈팅 스타 드래곤(shooting star dragon)]을 얻었다. 에이스 카드는 레벨 8의 [스타더스트 드래곤(stardust dragon:별가루용)]과 다크 시그너와의 대결에서 나왔던 [세이비어 스타 드래곤(savior star dragon:별 구세룡)] 클리어 마인드의 경지인 레벨 10의 [슈팅 스타 드래곤(shooting star dragon:유성 룡)], 최강카드는 오버소울 클리어 마인드의 경지인 [슈팅퀘이서 드래곤(shooting Quasar dragon:떨어지는 준성 용)]이다.별명으로는 게, 게카닉이 있다.
잭 아틀라스
성우 - 호시노 타카노리 / 김승준
작품에서 유세이의 소꿉친구이자 라이벌로 묘사되는 캐릭터. 유세이와 마찬가지로 새틀라이트 출신이지만 렉스 고드윈과 예가의 설득으로 [레드 데몬즈 드래곤]과 [스타더스트 드래곤]을 가지고 시티로 넘어와 킹(킹 오브 듀얼리스트)이 된다. 그러나 포츈 컵에서 유세이에게 패배하여 킹의 자리를 잃은 뒤로는 유세이와 함께 나름대로 평화로운 나날을 보내고 있다. 자신을 깨우치게 해준 여기자 칼리 나기사를 좋아하는 듯한 모습을 보이며 그녀가 다크 시그너가 되자 괴로워한다. 드래곤 윙즈의 반점을 지닌 시그너로 힘을 위주로 한 듀얼을 중시하였으나 보머에 의해 새로운 전략을 깨닫게 되고 유세이와 마찬가지로 일리야스텔에 맞서기 위한 버닝 소울의 경지인 [스카레드 노바 드래곤(scarlet nova dragon)]을 얻었다. 덱은 '레조네이터+어둠 속성(또는 파워 덱)덱'을 사용하며 에이스 카드는 레벨 8의 [레드 데몬즈 드래곤(Archfiend Red dragon:붉은 악마룡)]과 버닝 소울의 경지인 레벨 12의 [스카레드 노바 드래곤(scarlet nova dragon:진홍빛 신성룡)].
이자요이 아키(한국명 - 아나트 아키)
성우 - 키노시타 아유미 / 김민정
드래곤 레그의 반점을 지닌 시그너. 듀얼을 통해 상대에게 물리적 데미지를 입힐 수 있는 사이코 듀얼리스트로 흑장미의 마녀라 불리며 두려움을 샀으나 유세이와의 듀얼 이후로 자신에 대해 깨닫게 되고 동료들과 함께 지내면서 자신의 초능력이 점점 사라짐을 느낀다. 유세이와 쉐리의 듀얼을 지켜보며 라이딩 듀얼을 하고자 하는 의지를 보이게 되었으며 끝까지 포기하지 않는 열정을 보여 드디어 라이센스를 따는데 성공하였다. 크로우 호건이 부상당하자 대신 출전한 적이 있으며 현재는 팀 5D's의 서포터 중 한명으로 지내고 있다. 사용하는 덱은 식물 덱이며 에이스 카드는 [블랙 로즈 드래곤(Black rose dragon:검은 장미룡)]이다.
루카
성우 - 테라사키 유카 / 김성연
드래곤 암즈의 반점을 지닌 시그너. 3살에 듀얼을 마스터한 천재이지만 본인은 그다지 신경쓰지 않고 있다. 루아의 쌍둥이 동생으로무토 유우기나유우키 쥬다이가 그랬듯 듀얼 몬스터즈의 정령을 볼 수 있으며 크리보 시리즈 중 하나인 [크리본]을 가지고 있다. 참고로 1개월 동안 의식 불명 상태에 있다가 기적적으로 회생하게 되는데 그동안 듀얼 몬스터즈의 정령을 볼 수 있는 사실을 깨닫게 된 것으로 보인다. 에이스 카드는 [에인션트 페어리 드래곤]이지만, 원래 갖고 있지 않다가 디마크와의 듀얼로 되찾는데 성공한다. 나이에 비해 어른스러운 편으로 루아가 까불 때면 언제나 옆에서 핀잔을 준다. 현재는 팀 5D's의 서포터 중 한명으로 지내고 있다. 에이스 카드는 [에인션트 페어리 드래곤(Ancient fairy dragon:고대 요정룡/한글판:고대 요정 드래곤)].
루아
성우 - 호라나이 아이 / 서유리
루카의 쌍둥이 오빠로 에이스 카드는 [파워 툴 드래곤]이다. 처음에는 자신이 왜 시그너가 아닐까 하고 괴로워했지만 현재는 시그너인 루카를 지키기 위해 최선을 다하는 열정적인 소년이다. 자신에게 진정한 듀얼의 길을 가르쳐준 유세이를 믿고 따르고 있으며 유쾌한 성격의 소유자로 순식간에 팀 '태양'의 마음을 열어놓기도 한다. 듀얼 전패인 경력의 소유자이지만 70화에서 드디어 처음으로 듀얼에서 승리하였다. 현재는 팀 5D's의 서포터 중 한명으로 지내고 있으며 아크 크레이들과의 결투에서 드래곤 하트의 반점을 지닌 6번째 시그너로 각성한다. 덱은 'D-포머 덱'을 사용하며 에이스 카드는 [파워 툴 드래곤(Power tool dragon:강력한 도구룡)]과 시그너로 각성하면서 생겨난 [라이프 스트림 드래곤(Life stream dragon:생명 줄기룡)]이 있다.
크로우 호건
성우 - 아사누마 신타로 / 박서진
드래곤 테일의 반점을 지닌 시그너로 원래는 시그너가 아니었지만 다크 시그너 고드윈과의 싸움 이후로 시그너가 되었다. 유세이와 잭의 소꿉친구로 유쾌한 성격의 소유자이지만 가끔씩 욱하는 성격으로 잭과 티격태격하기도 한다. 주로 돈 문제로 싸우지만 돈을 벌기 위해 아르바이트도 서슴지 않는 의외로 경제적인 면모를 지니고 있다. 친구의 죽음에 의문을 품던 도중 범인과의 듀얼을 통해(범인도 크로우의 친구였다.) 자신의 새로운 에이스 카드이자 시그너의 5번째 용인 [블랙 페더 드래곤]을 얻는다. 현재는 WR-GPX의 팀 5D's의 세컨드 휠러로 달리고 있으며 책략가적 면모를 보여 일명 '트릭스터(Trickster)'라고 불리고 있다. 예전에는 '후도 유세이', '잭 아틀라스', '키류 쿄스케'와 함께 팀 새티스팩션(Team Satisfaction)의 일원으로 새틀라이트를 누비기도 했다. 사용하는 덱은 'BF(블랙 페더) 덱'을 사용하며 에이스 카드는 [블랙 페더 드래곤(Black Feather dragon:검은 날개용)]과 [BF(블랙 페더)-아머드 윙]이 있다.
브루노(한국명 - 제이드)
성우 - 타나카 히로키 / 이광수
유세이에게 액셀 싱크로의 비밀을 가르쳐준 인물이지만 본인은 그 사실을 숨겨야만 했다. 유세이 못지 않은 기계 공돌이로 유세이와 함께 기적의 라이딩 프로그램을 제작하기도 하였지만 일리야스텔의 사주를 받은 예가에 의해 빼앗긴다. 기억을 되찾기 전까진 팀 5D's의 서포터 중 한명으로 지내오다 일리야스텔과의 결전에서 진짜 기억을 되찾아 유세이와 싸운다. 본명은 안티노미(Antinomy)로 Z-one의 부하였으며 Z-one에 의해 기억을 잃어버렸다. 하지만 유세이와의 결전에서 진 후 유세이와의 대화에서 팀 5d's와 같이 지냈을 때의 마음은 진짜라고 말하며 유세이를 살리기 위해 블랙홀 안에서 소멸하는 것을 선택한다. 최강 카드는 델타 엑셀 싱크로 몬스터인 [TG(테크지너스)-할버드 캐논(T.G. Halberd Cannon)].

### 주변 캐릭터
우시오 테츠
성우 - 오치아이 코지 / 양준건
네오 도미노 시티의 경찰관으로 처음에는 새틀라이트에서 밀입국하려는 유세이를 막으려다가 오히려 유세이 일행을 도와 여러 가지 사건들을 해결한다. 장관 비서인 사기리를 연모하고 있지만 고백도 못하고 바라만 보고 있으며, 유세이와의 결투로 인해 얼굴에 상처가 있다.
다크 시그너가 사라진 후에는 유세이와 화해를 하고 착한 경찰관이 된다. 메인 카드로는 [고요우 가디언]이 있다.
미카게 사가리
성우 - 소우하시 아이코 / 서유리
전 장관인 루드거의 개인 비서로 잭과 동행하면서 잭에게 일어난 여러 가지 사건을 접하며 잭에 대한 연모의 감정을 품게 된다. 기자인 칼리와 자주 다투지만 존중할 줄도 아는지라 크게 제재하지는 않으며 신의를 지키며, 자신의 책임을 다하려는 모습을 자주 보인다
예가
성우 - 야나기하라 테츠야 / 구민선
네오 도미노 시티의 장관. 원래는 광대였지만 일리야스텔에 의해 관리로서 행정을 담당하게 된다. 가족으로는 자신을 닮은 아내와 딸이 있다. 나중에는 통합 네오 도미노 시티의 시장으로 선출되어 시민들을 위한 행정 및 자치 활동을 지원하게 된다. 사용하는 덱은 제스타 덱.
래리 도슨
성우 - 이토 미카 / 이지현
새틀라이트에 사는 유세이의 친구이며, 좌측 뺨에 마커가 있다. 여자 아이처럼 보이지만 실은 남자 아이로 유세이를 위해서 공장에서 D휠의 성능을 높여주는 칩(CPU)을 훔치고 자신의 부적과 같은 카드([원샷 부스터])를 건네주는 등 유세이에게 헌신적인 인물이다. 원샷 덱을 사용한다.
마사 이모
성우 - 사이토 키미코 / 이미나
새틀라이트에 살면서 유세이 일행의 보호자가 되는 중년 여성. 고아원을 운영하며 모든 고아들의 양엄마가 되어 준다. 나중에 유세이가 Z-one과 결전을 벌일 때, 사이가와 함께 아이들을 피난시키며 새틀라이트 고아들의 엄마로서 역할을 다한다.
쉐리 루브란
성우 - 나카가와 에리카 / 전숙경
수려한 외모의 여성 D휠러로 처음에는 유세이를 영입하려고 하지만 유세이의 자질에 반해 팀 5D's와 우호적인 교류를 하게 된다. 소유한 D휠의 외형이 서양의 백마를 연상시키듯이 주로 사용하는 덱은 중세 프랑스 분위기를 풍기는 플뢰르 덱, 메인 카드는 [플뢰르 드 슈발리에].

### 다크 시그너
키류 쿄스케
성우 - 오노 유우키 / 이주창
이전에는 '후도 유세이', '잭 아틀라스', '크로우 호건'과 함께 팀 새티스팩션(Team Satisfaction)의 리더로 새틀라이트를 누비기도 했다. 자신의 야망을 위해 보안관들에게 도전장을 내밀다가 경찰들에게 체포되고 그 과정에서 유세이에게 오해를 품는다. 보안관들에게 체포되어 자살하지만 사람 모양의 반점을 가지고 되살아난다. 유세이와의 듀얼에서 지면서 그간 가졌던 오해를 풀게 된다. 다크 시그너로써의 메인 카드는 [지박신 Ccapac Apu(코카파크 아프, 케츄아어:거인)]. 다크 시그너로써의 듀얼이 끝난 후 다시 되살아난 곳이 크래쉬 타운인데 삶의 목적을 잃어버린 상태로 크래쉬 타운의 듀얼리스트들과 듀얼을 하고 있었다. 유세이의 도움으로 삶의 목적을 되찾고 크래쉬 타운의 주인과의 듀얼을 하던 중 크래쉬 타운의 시민이 인질로 잡히자 위기에 처하지만 잭 아틀라스와 크로우 호건의 도움으로 위기에서 벗어난다. 한편 크래쉬 타운의 주인 부부와 대결을 하여 대결에서 승리하고 엉망으로 변한 크래쉬 타운이 새티스팩션 타운으로 바뀌게 된다.
디마크
성우 - 노무라 켄지 / 최낙윤
사형 선고를 받고 이송되던 보머를 다크 시그너로 끌어들이고, 루카의 에이스 카드 [에인션트 페어리 드래곤]을 가지고 있던 다크 시그너. 다크 시그너들 중에서 그 정체가 제대로 밝혀지지 않은 거의 유일한 인물이다. 사용하는 덱은 원숭이 덱을 사용하며 다크 시그너로써의 메인 카드는 [지박신 Cusillu(쿠시루, 케츄아어:원숭이)].
보머
성우 - 히라이 케이지 / 심승한
포츈 컵에 참가하여 고드윈 장관의 암살을 노렸으나 실패하고 사형 선고를 받은 후 이송되던 중에 디마크를 만나 다크 시그너로 세뇌되었다가 나중에 유세이 일행이 일리야스텔에 맞설 수 있도록 협력한다. 듀얼리스트로써의 메인 카드는 [자이언트 바머 AIRRADE]이며, 덱은 리액터 덱이다. 다크 시크너로써의 메인 카드는 [지박신 Chacu Challua(챠크 챠루아, 케츄아어:범고래)].
미스티
성우 - 미나가와 쥰코 / 이명희
세계적으로 유명한 톱모델. 관상을 볼 줄 알아 칼리를 처음 봤을 때 그녀가 죽을 것을 예견했으며, 칼리가 자신을 찾아왔을 때는 알카디아 무브먼트에 관여하지 말라고 하였다. 하지만 그녀 역시 다크 시그너였으며 그 목적은 아키로 인해 죽은 동생 토비의 복수를 하기 위해서였다. 인간으로 되돌왔을 때 여전히 모델로 일한다. 다크 시그너로써의 메인 카드는 [지박신 Ccarayhua(코카라이아, 케츄아어:도마뱀)].
칼리 나기사
성우 - 챵 리메이, 카나다 아키 / 이지현
네오 도미노 시티의 한 신문사 여기자이며 잭을 잭의 길로 가게 깨닫게 해준 장본인으로 알카디아 무브먼트에 관한 정보를 모으다 보스인 디바인에게 들키고 듀얼에서 져 목숨을 잃게 된다. 이후 다크 시그너의 반점을 지니고 다시 살아나 잭과의 듀얼로 본연의 모습을 되찾는다. 취재를 위해 점술 덱으로 자신의 상태를 점검하는 습관을 가지고 있다. 인간으로 되돌아왔을 때 여전히 신문기자로 일한다. 다크 시그너로써의 메인 카드는 [지박신 Aslla Piscu(아스라 피스크, 케츄아어:벌새)].
루드거 고드윈
성우 - 타케 토라 / 한상덕
다크 시그너의 보스라 할 수 있는 존재. 17년 전 양자역학의 최고 권위자이자 유세이의 아버지인 후도 박사의 조수로 일했으며 렉스 고드윈의 형이다. 제로 리버스를 일으킨 장본인이며 동생 렉스 고드윈과 함께 명계로 떠난다. 메인 카드는 [지박신 Uru(우르, 케츄아어:거미)].
렉스 고드윈
성우 - 코테 신야 / 서원석
치안 유지국의 전 장관. 17년 전, 유세이의 아버지 후도 박사와 함께 MIDS에서 모멘트 연구를 한 과거가 있다. 운명을 믿고 있는 사람으로 차갑고 냉철한 판단을 하며 마음의 상처를 줄 수 있는 말도 가볍게 웃어넘기는 면도 있다. 다이달로스 브릿지를 지어 새틀라이트와 도미노 시티를 이어보고자 하였지만 뜻을 이루지 못하였다. 시그너와 다크 시그너의 싸움으로 세상이 망가지는 것을 보다 못해 스스로 다크 시그너가 되어 유세이 일행과 듀얼을 하게 되나 패배, 형인 루드거 고드윈과 함께 명계로 떠난다. 이후 세틀라이트와 도미노 시티를 이으려는 그의 의지는 그대로 크로우한테 전달되었다. 다크 시그너로써의 메인 카드는 [지박신 Wiraqocha Rasca(위라코챠 라스카, 케츄아어:콘도르)].

### 듀얼리스트
- 각각 포츈컵과 WR-GPX에 출전한 인물 또는 팀이다.

엔조 무쿠로
잭과의 듀얼에서 진 후 다시 심기일전하여 도전하지만 포츈 컵에서 다시 패배하는 인물이다.
질 드 랑스보
아키와 듀얼하게 되는 인물로 아키를 마녀로 몰아붙여 관객의 야유를 이끌지만 지는 인물이다. 마스크드 나이트 덱을 사용한다.
크랭크 박사
루카와 듀얼하게 되는 인물로 친절하게 보이지만 실은 대단히 음흉하며 제정신이 아닌 인물이다.
키노미야 코도
"듀얼 프로파일러"로 불리며 크랭크 박사와 겨루어 승리한 후 준결승에서 아키와 겨루는 인물이다.
팀 유니콘
팀 5D's의 예선 첫 상대 팀이며 전략적인 플레이가 특징이다. 멤버로는 안드레, 브레오, 장이 있다.
팀 카다스트로피
팀 5D's에게 히든 훅 나이트 카드로 적지 않은 타격을 주었다. 멤버로는 니콜라스, 헤르만, 한스가 있다.
팀 태양
팀 5D's에게 덱에 대한 신뢰감과 유대감을 보여주며 승부를 걸었다. 멤버로는 타로, 진베이, 요시조가 있다.
팀 라그나로크
팀 5D's의 준결승 상대로 북유럽 신화 덱의 플레이가 특징이다. 멤버로는 헤럴드, 드래건, 브레이브가 있다.

### 일리야스텔
클라크 스미스
성우 - 사카마키 마나부/ 고구인
일리야스텔의 3장관을 보좌하기 위해 Enter-D Express 개발 회사의 이사로서 웜홀 생성을 도모할 수 있는 인피니티라는 계획을 이끌면서 일리야스텔에 관한 비밀 정보를 많이 알게 된 셰리의 부모를 비밀 정보의 누설을 막기 위해 죽인 인물로 묘사되고 있다.
사용하는 덱은 기하학과 관련된 수학 덱이다.
플라시도
성우 - 네모토 마사카즈 / 임경명
현 일리야스텔의 3장관 중 한명으로 젊은 청년의 모습을 하고 있다. 혈기 왕성한 성격 때문인지 호세 및 루치아노와 갈등이 생기기도 한다. 고스트 사건의 주모자로 [기계황제 와이젤]을 다루는 인물. 자신을 인간보다 우월한 존재로 보며, 그렇기 때문에 자신의 계획을 번번히 방해하는 유세이를 좋게 보지 않는다. 한번은 유세이 일행이 개발한 라이딩 프로그램을 훔쳐 고스트 군단 디아블로에 설치한 뒤 네오 도미노 시티를 혼란에 몰아넣기도 하였다. 그러나 이번에도 유세이가 방해를 해 직접 그와 듀얼을 하게 되나 클리어 마인드의 경지인[슈팅 스타 드래곤]의 일격으로 듀얼에서 패배, 다시 부활하여 WR-GPX에 출전하여 아포리아로 합체해 다시 한번 유세이와 겨루게 된다.
이름의 모티브는 세계 3대 테너인 플라시도 도밍고.
루치아노
성우 - 요시다 히토미 / 이미나
현 일리야스텔의 3장관 중 한명. 어린아이의 모습을 하고 있다. [기계황제 스키엘]을 다루는 인물. WR-GPX에 출전하여 아포리아로 합체하여 유세이와 듀얼을 하게 되며, 전에 루아, 루카와 듀얼한 적이다. 잔혹한 성격의 소유자이며, 루카의 실력을 알기 위해 듀얼 아카데미아에 직접 잠입하는 대담함을 보였다.
이름의 모티브는 세계 3대 테너인 故루치아노 파바로티.
호세
성우 - 스고 타카유키 / 최낙윤
현 일리야스텔의 3장관 중 한명. 노인의 모습을 하고 있다. [기계황제 그란엘]을 다루는 인물. 가장 연장자이며, 이론을 중시하고 신중한 성격. WR-GPX에 출전하여 유세이와 듀얼에서 [그란엘]이 파괴되자, 아포리아로 합체하여 라이프 4000으로 다시 듀얼을 시작한다.
이름의 모티브는 세계 3대 테너인 호세 카레라스.
아포리아
성우는 플라시도와 동일.
현 일리야스텔의 3장관이 합체한 안드로이드. [기계황신 머시니클]을 다루며 듀얼에 지고 나서 아크 크레이에서 다시 루아, 루카, 잭과 듀얼을 하게 된다. 기계적인 사고를 통해 압도적으로 듀얼의 승기를 잡지만 극적으로 지고 만다. 그리고 다시 살아나 잭 일행에게서 느낀 희망을 전해주고자 Z-one과 듀얼을 하나 Z-one에 의해 지고 만다.
이름의 모티브는 철학 용어인 아포리아(Aporia).
안티노미
성우 - 타나카 히로키 / 이광수
일리야스텔의 일원. 안티노미의 정체는 브루노이다. 이름의 모티브는 철학 용어 안티노미(Antinomy, 이율배반). 사용 덱은 테크지너스(TG) 덱. 에이스로는 최강의 델타 엑셀 싱크로 몬스터인 TG 할 버드 캐논이 있다,
Z-one
성우 - 이시카와 히데오 / 이재범
패러독스(극장판인 시공을 초월한 우정편에 출연), 아포리아, 안티노미(브루노)를 현세로 보내 후도 유세이가 네오 도미노 시티를 구하는 것을 저지하는 인물. 원래는 세상을 구하려고 여러 방법을 사용하였지만 세상이 멸망하여 인류가 사라지는 현상을 목격하게 되자 네오 도미노 시티를 역사에서 말살시키는 것을 목표로 계획을 세워 진행하게 된다.

## 방영 리스트
1기 - '포츈 컵 출전' 편
유우기와 쥬다이의 시대로부터 수십 년 후. 도미노 시티는 '네오 도미노 시티'라 불리며, 상류 계층이 사는 '시티'와 빈민가를 연상시키는 하층민들의 거주지 '새틀라이트'로 나뉘어 있었다. 새틀라이트에 살고 있는 주인공 '후도 유세이'는 자신과 동료들을 배신하고 시티로 떠나 킹이 된 '잭 아틀라스'를 만나기 위해 시티로의 잠입을 시도하고 그곳에서 만난 잭과 듀얼하게 된다. 잭의 에이스 카드 [레드 데몬즈 드래곤]과 유세이의 에이스 카드 [스타 더스트 드래곤]이 부딪치는 순간 잭과 유세이의 팔에서 붉은 반점이 나타나고, 듀얼을 하던 경기장에서는 붉은 용이 나타나 어쩔 수 없이 듀얼을 중지하게 된다. 그리고 찾아온 보안관들에게 유세이는 새틀라이트 인의 몸으로 시티에 출입한 죄를 물어 잡혀가게 된다.
그곳에서 만난 '야나기 노인'에게 시그너에 관한 이야기를 듣고 자신이 시그너라는 사실을 알게 된다. 이후 '렉스 고드윈 장관'에 의해 시큐리티 감옥에서 출소한 유세이는 동료를 인질로 잡혀 포츈 컵에 나가게 되고 그곳에서 자신을 구해준 '루카', '루아' 남매와 또다른 시그너 '이자요이 아키' 등을 만난다. 아키를 쓰러뜨리고 결승에서 잭과 만나게 된 유세이는 반드시 이기고 말겠다고 결의하는데...
2기 - '다크 시그너' 편
포츈 컵 이후 새로운 킹으로 추대받았음에도 조용히 살고 있던 유세이. 그러던 어느 날, 정체를 알 수 없는 수상한 사람을 뒤쫓았다가 그 사람과 듀얼을 하면서 '다크 싱크로'라는 이상한 것을 목격하게 된다. 이후 페루의 나스카 문명이 갑자기 사라지는 기이한 현상이 발생하게 되고, 네 명의 시그너(유세이, 잭, 루카, 아키)와 유세이의 옛 친구 '크로우'는 각각 자신을 '다크 시그너'라고 칭하는 이들을 만나게 된다.
유세이는 과거의 동료인 '키류 쿄스케'를, 잭은 자신이 해야할 것을 깨닫게 해 준 여기자 '칼리 나기사'를, 루카는 자신의 에이스 카드인 [에인션트 페어리 드래곤]을 가지고 있는 '디마크'를, 아키는 자신 때문에 남동생이 죽었다는 '미스티'를, 크로우는 자신의 처지와 같은 '보머'를 각각 만나 듀얼할 수 밖에 없는 상황에서 일행은 이미 정해진 다크 시그너와의 대결을 맞이하는데...
3기 - 'WR-GPX 준비' 편
다크 시그너와의 싸움이 끝난 뒤 반년 동안, 유세이 일행은 새틀라이트와 네오 도미노 시티가 하나가 된 세상에서 평화로운 일상을 보내고 있었다. 그러던 중 어느날, 정체 불명의 사고가 잇달아 일어남과 동시에 세큐리티 수사관 '우시오'가 '고스트'라 불리는 듀얼리스트에 의해 당하고 만다. 사건의 진상을 조사하기 위해 유세이 일행은 고스트와 듀얼을 하게 되지만 [기계황제 와이젤]이라는 카드를 가진 고스트는 유세이의 [스타 더스트 드래곤]을 빼앗는다. 우여곡절 끝에 고스트를 이긴 유세이 일행은 새로운 적이 나타났다는 것을 깨닫고 WR-GPX의 준비와 함께 고스트에 맞설 수 있는 새로운 듀얼 전략을 찾기 위해 노력한다. 그러던 중, WR-GPX의 프리미어 오픈 파티에서 '팀 5D's' 멤버들은 '팀 유니콘' 멤버들을 만나게 되고 초조한 마음에 자리를 회피한 유세이는 고스트에 맞설 수 있는 전략을 가르쳐주겠다는 미지의 남자에 의해 '액셀 싱크로'의 존재를 깨닫게 된다.
4기 - 'WR-GPX 본선' 편
크로우의 새로운 에이스 카드, [블랙 페더 드래곤]이 등장함과 동시에 드디어 WR-GPX가 개최되었다. 팀의 이름은 '팀 5D's'로 그들이 가진 시그너의 표식과 드래곤을 상징한다. '팀 유니콘'과 '팀 카타스트로피' 등의 쟁쟁한 상대들을 차례로 격파한 팀 5D's. 그러던 중 일리야스텔의 일원 '플라시도'의 '디아블로'가 네오 도미노 시티를 습격하게 되고 유세이는 이들을 막기 위해 고전하던 중, 의문의 남자에 의해 액셀 싱크로의 가능성, '클리어 마인드'의 경지인 [슈팅 스타 드래곤]을 얻어 플라시도의 야망을 저지하는데 성공하게 되고 일리야스텔의 음모에 대해 알게 된다. 그 후, 잭은 보머를 만난 후에 새로운 듀얼 방식을 깨닫고 '버닝 소울'의 경지, [스카레드 노바 드래곤]을 얻게 되고 새로운 라이벌인 '팀 라그나로크'와의 싸움이 시작된다. 룬의 눈동자를 지닌 팀 라그나로크는 일리야스텔에 맞서기 위해 붉은 용의 반점을 지닌 팀 5D's와 피할 수 없는 대결을 펼치게 된다.
5기 - '아크 크레이들' 편
드디어 WR-GPX의 결승전에 진출한 팀 5D's. 그리고 그들을 기다리고 있던 자들은 일리야스텔, '팀 뉴월드'였다. 시작부터 [스카레드 노바 드래곤]으로 승세를 유지하는 팀 5D's. 그러나 마지막 휠러 호세의 [기계황제 그란엘]로 인해 잭과 크로우는 속수무책으로 당하게 된다. 가까스로 [슈팅 스타 드래곤]의 힘으로 호세의 [그란엘]을 격파한 유세이는 불행한 미래에 맞서기 위해 액셀 싱크로의 힘으로 싸울 것을 다짐하나 호세, 루치아노, 플라시도가 합체하여 탄생한 새로운 적 '아포리아'에 맞서게 된다. 미래를 바꾸기 위하여 네오 도미노 시티를 파멸시키고자 하는 아포리아의 야망을 막기 위해 유세이, 잭, 크로우는 다시 한번 그들의 힘을 합친다. 아포리아와의 듀얼이 끝나고, '아크 크레이들'이 현실화되어, 팀 5D's 일행은 팀 라그나로크의 도움을 받아 아크 크레이들로 올라간다. 그곳에서 크로우, 아키는 쉐리 루브란과, 잭, 루카, 루아는 아포리아와, 유세이는 과거 브루노였던 안티노미와 대결을 하여 팀 5D's가 전부 승리를 거두고, 이 중 안티노미는 블랙홀에 빠져 목숨을 잃는다. 그 후 쉐리는 팀 5D's 일행과 합류하는데, 만신창이가 되어 다시 나타난 아포리아는 Z-one에게 팀 5D's로부터 배운 "희망"을 전해주려 Z-one과 듀얼을 하지만 패배한다. 그 후, 유세이는 시그너들이 건네주는 드래곤들을 전부 받아 Z-one과 네오 도미노 시티의 상공에서 최후의 듀얼을 한다. 그런데 듀얼 중 Z-one의 가면이 부서지더니, 그 안에 미래의 늙은 유세이의 얼굴이 나타나 시민 전체가 충격에 빠진다. 유세이는 잠시 충격에 빠지지만, 곧이어 Z-one을 이기고 네오 도미노 시티를 지켜나가겠다는 다짐을 하게 된다.

## TV 애니메이션 테마 곡

### OP 곡
| 타이틀                       | 아티스트      | 에피소드 # |
| ---------------------------- | ------------- | ---------- |
| 絆-キズナ-                   | Kra           | 1-26       |
| LAST TRAIN -新しい朝-        | knotlamp      | 27-64      |
| FREEDOM                      | La-Vie.       | 65-103     |
| BELIEVE IN NEXUS             | 엔도 마사아키 | 104-129    |
| 明日への道〜Going my way!!〜 | 엔도 마사아키 | 130-154    |

### ED 곡
| 타이틀       | 아티스트                         | 에피소드 # |
| ------------ | -------------------------------- | ---------- |
| STΑRT        | 나카가우치 마사타카              | 1-26       |
| CROSS GAME   | Alice Nine                       | 27-64      |
| -OZONE-      | Vistlip                          | 65-103     |
| Close to you | ALvino 〜ALchemy vision normal〜 | 104-129    |
| みらいいろ   | Plastic Tree                     | 130-153    |

### 삽입 노래
| 타이틀                                | 아티스트      | 에피소드 #                   |
| ------------------------------------- | ------------- | ---------------------------- |
| You say…明日へ ( YOU SAY - 明日へ - ) | La-Vie.       | 72, 90, 92                   |
| Clear Mind                            | 엔도 마사아키 | 109, 110, 122, 129, 134, 154 |
| YAKUSOKU NO MELODY                    | 엔도 마사아키 | 154                          |